# Duncan Lorimer
Duncan R. Lorimer (né en 1969) est un astrophysicien américain d'origine britannique. Il est professeur d'astronomie à l'université de Virginie-Occidentale, connu pour la découverte du premier sursaut radio rapide en 2007,,,.

## Découverte du sursaut radio rapide
Le premier sursaut radio rapide a été découvert en 2007 après que Lorimer a chargé son étudiant David Narkevic, de l'université de Virginie-Occidentale, de parcourir les données d'archives prises en 2001 par la parabole radio de l'observatoire de Parkes en Australie. L'analyse des données de mesure a révélé un sursaut dispersé de 30 jansky qui s'est produit le 24 juillet 2001 ; pendant une durée inférieure à 5 millisecondes, à 3° du Petit Nuage de Magellan. Ce sursaut est devenu connu sous le nom de sursaut de Lorimer ou FRB 010724.
En 2023, Lorimer reçoit le prix Shaw d'astronomie avec Matthew Bailes et Maura McLaughlin pour la découverte des sursauts radio rapides.

## Vie privée
Lorimer est marié à Maura McLaughlin, professeure d'astrophysique à l'université de Virginie-Occidentale. Ils ont trois enfants.